# Cellule 211
Pour plus de détails, voir Fiche technique et Distribution.
Cellule 211 (Celda 211) est un film espagnol réalisé par Daniel Monzón, sorti en 2009.
Le film est une adaptation du roman Celda 211 du journaliste et écrivain andalou Francisco Pérez Gandul. Ce roman est également l'inspiration d'une série Netflix, cette fois-ci se déroulant au Mexique.

## Synopsis
Juan vient d'être engagé comme surveillant dans une prison espagnole. Pour faire bonne impression, il visite la prison la veille de son entrée en fonction. Alors qu'il est accompagné de deux gardes, il se retrouve assommé par accident juste avant qu'une mutinerie n’éclate. Les deux gardes s'enfuient, laissant Juan dans une cellule vide.
Le quartier de haute sécurité (QHS) se retrouve aux mains des détenus. Un gardien est pris en otage, ainsi que des membres de l'ETA. Pour éviter de se retrouver parmi les otages, Juan se fait passer pour un nouveau détenu. Il tente de limiter les violences en conseillant Malamadre, le meneur. Lorsque son épouse enceinte Elena apprend la situation à la prison, elle se rend devant les portes du bâtiment et se mêle à la foule. La sécurité intervient pour évacuer la foule qui s'en prend à une ambulance, Elena est frappée à cette occasion par Utrilla, un employé de la prison, et meurt.
Lorsque Juan voit son épouse prendre des coups, il fait en sorte qu'Utrilla vienne dans le QHS pour négocier. Le ton monte rapidement. Juan comprend peu après que son épouse est morte. Sur le point de se faire lyncher, Utrilla annonce à tout le monde que Juan est en réalité un gardien. Juan lui tranche la gorge quelques secondes plus tard.
De retour dans sa cellule, Juan tente de se suicider sans succès. Il prend en main les négociations, en demandant que les engagements de l'administration soient rendus publics par le ministre concerné. Un ultimatum d'une heure est donné. Cette intervention fait prendre conscience à l'administration que Juan est devenu gênant pour la manière dont elle envisage de résoudre la crise. Une preuve que Juan est un gardien est alors fournie à Malamadre, et une remise de peine lui est proposée. Malamadre, conscient que l'aide apportée par Juan est bénéfique pour la mutinerie, refuse.
L'administration passe alors un marché avec un autre détenu. Celui-ci met en sûreté les otages juste avant l'assaut de la force de sécurité, puis abat Juan et blesse Malamadre gravement durant la panique déclenchée par l'intervention.

## Fiche technique
- Titre  original : Celda 211
- Réalisateur : Daniel Monzón
- Scénariste  : Francisco Pérez Gandul, Jorge Guerricaechevarría et Daniel Monzón
- Société de production : Morena Films, Canal+ España, Canal+, La Fabrique 2, La Fabrique de Films
- Producteur : Álvaro Augustín, Juan Gordon, Emma Lustres, Borja Pena
- Musique du film : Roque Baños
- Directeur de la photographie : Carles Gusi
- Montage :  Cristina Pastor
- Distribution des rôles : Yolanda Serrano et Eva Leira
- Direction artistique : Antón Laguna
- Création des costumes : Montse Sancho
- Coordinateur des cascades : José Ignacio Álvarez
- Pays d'origine   :  Espagne
- Genre : drame
- Durée : 105 minutes
- Date de sortie : 
  - Espagne : 6 novembre 2009
  - France : 4 août 2010
- Interdit aux moins de 12 ans

## Distribution
- Carlos Bardem (en) : Apache
- Luis Tosar : Malamadre
- Antonio Resines (VFB : Martin Spinhayer) : Utrilla
- Marta Etura : Elena
- Alberto Ammann : Juan Oliver
- Vicente Romero : Tachuela
- Juan Carlos Mangas : Caligula
- Luis Zahera : Releches

## Distinctions

### Récompenses
Huit prix Goya 2010 :
- Meilleur film
- Meilleur réalisateur pour Daniel Monzón
- Meilleur acteur pour Luis Tosar
- Meilleur second rôle féminin pour Marta Etura
- Meilleure révélation masculine pour Alberto Ammann
- Meilleure adaptation pour Daniel Monzón et Jorge Guerricaechevarría
- Meilleur montage pour Mapa Pastor
- Meilleur son pour Sergio Burmann, Jaime Fernández-cid et Carlos Faruolo